# Associazione Calcio Carpenedolo 2005-2006
Questa voce raccoglie le informazioni riguardanti  l'Associazione Calcio Carpenedolo nelle competizioni ufficiali della stagione 2005-2006.

## Stagione
Nella stagione 2005-2006 il Carpenedolo disputa il girone A del campionato di Serie C2, con 53 punti raccoglie il quinto posto, partecipa ai Play-off. Vince la semifinale superando nel doppio confronto il Cuneo, nella doppia finale con l'Ivrea ottiene due pareggi (1-1) che mandano in Serie C1 i piemontesi, grazie al miglior piazzamento che hanno ottenuto in campionato, terzi con 60 punti. Il Venezia che ha vinto il torneo con 69 punti è salito direttamente in Serie C1. Il Carpenedolo ha disputato un ottimo girone di andata chiuso con 30 punti, poi nel girone di ritorno ha perso alcune posizioni, che alla fine dei conti si dimostrano decisive nel mancare la promozione. Il miglior marcatore stagionale è stato Giacomo Lorenzini con 13 reti, 1 in Coppa Italia e 12 in campionato, molto bene anche lo sloveno Emil Zubin con 10 centri. Nella Coppa Italia di Serie C i rossoneri disputano il girone B di qualificazione, senza riuscire a raggiungere la fase ad eliminazione diretta.

## Rosa
| N. |                   | Ruolo | Calciatore           |
| -- | ----------------- | ----- | -------------------- |
|    | Italia (bandiera) | D     | Emilio Abeni         |
|    | Italia (bandiera) | P     | Christian Aldebrando |
|    | Italia (bandiera) | C     | Daniel Bresciani     |
|    | Italia (bandiera) | D     | Gionata Bruni        |
|    | Italia (bandiera) | C     | Nicola Cingolani     |
|    | Italia (bandiera) | C     | Andrea Coletto       |
|    | Italia (bandiera) | C     | Daniele Corti        |
|    | Italia (bandiera) | A     | Gianni Fabiano       |
|    | Italia (bandiera) | C     | Michele Filippini    |
|    | Italia (bandiera) | D     | Claudio Finetti      |
|    | Italia (bandiera) | C     | Luca Galuppi         |
|    | Italia (bandiera) | C     | Manuel Iori          |
|    | Italia (bandiera) | C     | Federico Longo       |

| N. |                     | Ruolo | Calciatore          |
| -- | ------------------- | ----- | ------------------- |
|    | Italia (bandiera)   | A     | Giacomo Lorenzini   |
|    | Serbia (bandiera)   | A     | Mihajlo Milosevic   |
|    | Italia (bandiera)   | D     | Manuel Pascali      |
|    | Italia (bandiera)   | C     | Nicola Pasinelli    |
|    | Italia (bandiera)   | C     | Alessandro Pialorsi |
|    | Italia (bandiera)   | P     | Luca Davide Righi   |
|    | Italia (bandiera)   | C     | Gianfranco Sacchi   |
|    | Italia (bandiera)   | A     | Riccardo Sardelli   |
|    | Italia (bandiera)   | A     | Ivano Sorrentino    |
|    | Italia (bandiera)   | C     | Alessio Tombesi     |
|    | Italia (bandiera)   | D     | Francesco Vincenti  |
|    | Italia (bandiera)   | D     | Alessandro Wilson   |
|    | Slovenia (bandiera) | A     | Emil Zubin          |

## Risultati

### Campionato di Serie C2

#### Girone di andata
| Arbitro: | Corletto (Castelfranco Veneto) |

|               |           |               |
| Lorenzini 36’ | Marcatori | 60’ Polverino |

| Biella 4 settembre 2005 2ª giornata | Biellese            | 0 – 0 | Carpenedolo | Stadio Lamarmora\| Arbitro: \| Zanichelli (Genova) \| |
| Arbitro:                            | Zanichelli (Genova) |       |             |                                                       |

| Arbitro: | Grazioli (Maniago) |

|  |           |           |
|  | Marcatori | 50’ Longo |

| Arbitro: | Cavarretta (Trapani) |

|               |           |  |
| Lorenzini 23’ | Marcatori |  |

| Arbitro: | Marzaloni (Rimini) |

|  |           |             |
|  | Marcatori | 88’ Fabiano |

| Arbitro: | Zonno (Bari) |

|                        |           |                |
| Vincenti 43’ Zubin 73’ | Marcatori | 82’ Falconieri |

| Carpenedolo 9 ottobre 2005 7ª giornata | Carpenedolo             | 0 – 0 | Ivrea | Stadio Mundial '82\| Arbitro: \| Zanzi (Lugo di Romagna) \| |
| Arbitro:                               | Zanzi (Lugo di Romagna) |       |       |                                                             |

| Arbitro: | Salati (Trento) |

|          |           |              |
| Masi 55’ | Marcatori | 70’ Sardelli |

| Arbitro: | Candussio (Cervignano del Friuli) |

|                       |           |                                       |
| Sardelli 8’ Zubin 49’ | Marcatori | 13’ Pradolin 23’ M. Moro 82’ A. Galli |

| Arbitro: | Pinzani (Empoli) |

|  |           |          |
|  | Marcatori | 9’ Zubin |

| Arbitro: | Giglioni (Siena) |

|                                            |           |  |
| Sardelli 30’ (rig.) Lorenzini 90+4’ (rig.) | Marcatori |  |

| Crema 12 novembre 2005 12ª giornata | Pergocrema            | 0 – 0 | Carpenedolo | Stadio Giuseppe Voltini\| Arbitro: \| Buonocore (Nichelino) \| |
| Arbitro:                            | Buonocore (Nichelino) |       |             |                                                                |

| Carpenedolo 27 novembre 2005 13ª giornata | Carpenedolo      | 0 – 0 | Bassano Virtus | Stadio Mundial '82\| Arbitro: \| Burdin (Cormons) \| |
| Arbitro:                                  | Burdin (Cormons) |       |                |                                                      |

| Arbitro: | Zanchin (Biella) |

|                                  |           |                             |
| Minieri 28’ (rig.) Cersosimo 38’ | Marcatori | 1’, 43’ Zubin 69’ Lorenzini |

| Arbitro: | Guerriero (Alessandria) |

|             |           |              |
| Fabiano 57’ | Marcatori | 31’ Barbieri |

| Arbitro: | Iannone (Napoli) |

|                      |           |           |
| Le Noci 45+2’ (rig.) | Marcatori | 34’ Corti |

| Arbitro: | Corletto (Castelfranco Veneto) |

|             |           |                 |
| Fabiano 36’ | Marcatori | 82’ C. Ferrario |

#### Girone di ritorno
| Arbitro: | Passeri (Gubbio) |

|  |           |             |
|  | Marcatori | 23’ Finetti |

| Arbitro: | Morabito (Messina) |

|                                     |           |             |
| Zubin 33’, 80’ Lorenzini 78’ (rig.) | Marcatori | 66’ Gilardi |

| Arbitro: | Taverna (Taurianova) |

|           |           |                          |
| Longo 64’ | Marcatori | 56’ Bisso 80’ De Bortoli |

| Arbitro: | Barbirati (Ferrara) |

|           |           |                              |
| Bosio 20’ | Marcatori | 25’ Zubin 60’, 78’ Lorenzini |

| Arbitro: | G. Stefanini (Livorno) |

|             |           |                                    |
| Coletto 29’ | Marcatori | 4’ Serrapica 64’ Ligori 69’ Baresi |

| Arbitro: | Zanichelli (Genova) |

|            |           |  |
| Chiaria 2’ | Marcatori |  |

| Ivrea 19 febbraio 2006 24ª giornata | Ivrea       | 0 – 0 | Carpenedolo | Stadio Gino Pistoni\| Arbitro: \| Bo (Genova) \| |
| Arbitro:                            | Bo (Genova) |       |             |                                                  |

| Carpenedolo 26 febbraio 2006 25ª giornata | Carpenedolo        | 0 – 0 | Montichiari | Stadio Mundial '82\| Arbitro: \| Musolino (Catania) \| |
| Arbitro:                                  | Musolino (Catania) |       |             |                                                        |

| Arbitro: | Gallione (Alessandria) |

|                         |           |           |
| Pradolin 30’ Ibekwe 82’ | Marcatori | 55’ Zubin |

| Arbitro: | Branciforte (Nuoro) |

|               |           |             |
| Lorenzini 14’ | Marcatori | 43’ Florean |

| Arbitro: | Marzaloni (Rimini) |

|          |           |  |
| Didu 66’ | Marcatori |  |

| Arbitro: | Pagano (Torre Annunziata) |

|             |           |                          |
| Fabiano 67’ | Marcatori | 12’, 35’ (rig.) Crocetti |

| Arbitro: | Grazioli (Maniago) |

|  |           |           |
|  | Marcatori | 72’ Zubin |

| Arbitro: | Morabito (Messina) |

|               |           |  |
| Lorenzini 36’ | Marcatori |  |

| Valenza 23 aprile 2006 32ª giornata | Valenzana     | 0 – 0 | Carpenedolo | Stadio Comunale\| Arbitro: \| Prato (Lecce) \| |
| Arbitro:                            | Prato (Lecce) |       |             |                                                |

| Arbitro: | Zonno (Bari) |

|                                |           |            |
| Fabiano 15’ Lorenzini 27’, 83’ | Marcatori | 20’ Baclet |

| Arbitro: | Didato (Agrigento) |

|           |           |               |
| Falco 71’ | Marcatori | 64’ Lorenzini |

### Play-off
| Arbitro: | Palazzino (Ciampino) |

|                             |           |               |
| Cingolani 59’ Lorenzini 70’ | Marcatori | 5’ E. Ferrari |

| Cuneo 28 maggio 2006 Semifinale - Ritorno | Cuneo               | 0 – 0 | Carpenedolo | Stadio Fratelli Paschiero\| Arbitro: \| Pierpaoli (Firenze) \| |
| Arbitro:                                  | Pierpaoli (Firenze) |       |             |                                                                |

| Arbitro: | Orsato (Schio) |

|              |           |             |
| Lorenzini 9’ | Marcatori | 39’ Piovani |

| Arbitro: | Tommasi (Bassano del Grappa) |

|              |           |           |
| Bertani 101’ | Marcatori | 93’ Zubin |

### Coppa Italia di Serie C

#### Girone B
| Arbitro: | Manera (Castelfranco Veneto) |

|                    |           |                                |
| Nordi 13’ Toma 85’ | Marcatori | 60’ (rig.) Lorenzini 80’ Longo |

| Arbitro: | Grazioli (Maniago) |

|             |           |               |
| Sardelli 4’ | Marcatori | 45+1’ Le Noci |

| 24 agosto 2005 3ª giornata |  | – Turno di riposo Carpenedolo |  |  |

| Arbitro: | Orsato (Schio) |

|                     |           |             |
| D. Bettini 14’, 42’ | Marcatori | 1’ Sardelli |

| Arbitro: | De Toni (Schio) |

|  |           |              |
|  | Marcatori | 30’ Tognassi |